# O Coronel e o Lobisomem (romance)
O Coronel e o Lobisomem é segundo romance do escritor brasileiro José Cândido de Carvalho.
O livro mescla elementos do romance regionalista brasileiro da década de 1930 e o realismo mágico das obras de Gabriel García-Márquez e Carlos Fuentes, célebres na década de 1960.
Lançado em 1964, agradou à crítica e foi sucesso de vendas. Anos mais tarde, semelhanças entre o linguajar do coronel Ponciano e as frases memoráveis de Odorico Paraguaçu (personagem da telenovela O Bem-Amado, de Dias Gomes) chamaram a atenção — e não foi por acaso. Irritado, José Cândido chegou a afirmar que Dias Gomes aproveitara as falas de seu personagem. O livro foi relançado pela editora Companhia das letras no ano de 2014. 
Essas falas peculiares, aliás, já renderam ao romance diversos estudos acadêmicos, como o da professora Arlete Sendra, da Universidade Estadual do Norte Fluminense Darcy Ribeiro, pesquisadora da obra de José Cândido: "Nesses esdrúxulos achados linguísticos, ele vai revelando o modo de vida do homem urbano e rural, enquanto, pelo riso, traz à tona os sintomas produzidos pela cisão das classes na nossa sociedade", compara ela.
O livro duas adaptações para televisão: uma telenovela exibida pela TV Cultura em 1992, escrita por Chico de Assis e dirigida por Arlindo Pereira, e um especial para a TV Globo em 1994, por Jorge Furtado e João Falcão. O romance também recebeu duas adaptações para o cinema: em 1978, dirigida por Alcino Diniz, e em 2005, sob a direção de Maurício Farias. 